# 杨庄街道 (淮北市)
杨庄街道，是中华人民共和国安徽省淮北市烈山区下辖的一个乡镇级行政单位。

## 行政区划
杨庄街道下辖以下地区：
杨庄矿第一社区、杨庄矿第二社区、杨庄矿第三社区、杨庄矿第四社区、杨庄矿第五社区、杨庄矿第六社区、焦化厂社区、淮北选煤厂社区、铁路运输处社区、临涣矿烈山留守处社区、直属社区、阳光社区、杨庄社区、黄桥社区、二郎庙社区和前岭社区。